# Elementarteilchen
Elementarteilchen (Nederlands: Elementaire deeltjes) is een Duitse dramafilm onder regie van Oskar Roehler, die werd uitgebracht in 2006. De film is gebaseerd op de roman Les Particules élémentaires (1998) van de Franse schrijver Michel Houellebecq.

## Verhaal
Michael en Bruno zijn halfbroers die heel verschillend van elkaar zijn, maar beiden hebben te maken met een verstoorde seksualiteit. Ze hadden een ongewone jeugd omdat hun moeder een hippie was en zij opgroeiden bij hun grootmoeders en op kostscholen.
Michael is moleculair bioloog en is gefascineerd door genetica en het door klonen scheiden van voortplanting en seksualiteit. Hij is uitgekeken op zijn baan in Berlijn en besluit zijn onderzoek naar klonen voort te zetten aan een instelling in Ierland. Bruno is leraar op een middelbare school. Hij is geobsedeerd door zijn seksuele verlangens. Hij meldt zichzelf vrijwillig bij een psychiatrische inrichting nadat hij een van zijn leerlingen seksueel heeft lastiggevallen.
Voor zijn vertrek naar Ierland bezoekt Michael voor het eerst sinds jaren het dorp van zijn jeugd. Hij ontmoet daar zijn jeugdvriendin Annabelle en ontdekt tot zijn verbazing dat ze nog vrijgezel is. Ze beginnen een relatie. Bruno verlaat de psychiatrische inrichting en gaat op vakantie naar een hippiekamp nadat zijn vrouw van hem gescheiden is. In het kamp ontmoet hij Christiane. Ze beginnen een open relatie, maar hij wordt verliefd op haar.
Michael verhuist naar Ierland en ontdekt dat, ondanks zijn twijfels, zijn onderzoek naar klonen een revolutionaire doorbraak was. Hij mist Annabelle, maar krijgt haar niet aan de lijn als hij haar belt. Annabelle krijgt te horen dat ze zwanger is, maar ze moet een abortus ondergaan en haar baarmoeder moet worden verwijderd vanwege levensbedreigende afwijkingen. Tijdens een seksorgie bij een van hun bezoeken aan een swingersclub, stort Christiane in. Bruno krijgt in het ziekenhuis te horen dat Christiane voor altijd verlamd zal zijn. Bruno wil tot het eind bij haar blijven. Christiane staat er echter op dat hij even de tijd moet nemen om na te denken.
Michael krijgt van Annabelle's moeder te horen dat Annabelle een abortus en een zware operatie heeft ondergaan. Hij verlaat Ierland onmiddellijk voor Annabelle en geeft openlijk zijn diepe liefde voor haar toe. Bruno belt Christiane, maar hij laat de telefoon steeds slechts één keer overgaan. Hij rijdt naar haar appartement om erachter te komen dat ze kort daarvoor zelfmoord heeft gepleegd. Vervolgens keert hij terug naar de psychiatrische inrichting. 
In de inrichting heeft Bruno hallucinaties van Christiane die hem uitlegt dat haar zelfmoord niet zijn schuld is. In zijn verbeelding vertelt hij haar dat hij heeft besloten voor altijd bij haar te blijven. Nadat Annabelle is hersteld en voorafgaand aan hun vertrek naar Ierland, bezoeken Michael en Annabelle Bruno in het ziekenhuis en brengen met hem een zonnige dag door aan het strand.
Aan het einde van de film wordt gemeld dat Michael de Nobelprijs wint.

## Rolverdeling
- Moritz Bleibtreu als Bruno
- Christian Ulmen als Michael
- Martina Gedeck als Christiane
- Franka Potente als Annabelle
- Nina Hoss als Jane
- Uwe Ochsenknecht als vader van Bruno
- Thomas Drechsel als jonge Bruno
- Tom Schilling als jonge Michael
- Nina Kronjäger als Katja
- Jennifer Ulrich als Johanna

## Ontvangst
- Houellebecqs vaste vertaler Martin de Haan was niet erg onder de indruk van de film: "Elementarteilchen is een film geworden zonder lef en zonder urgentie, met een semi-happy end waaruit we lijken te moeten opmaken dat het allemaal heus zo erg niet is als Houellebecq ons voorhoudt – verder reikt Roehlers visie op het boek blijkbaar niet." De Haan ergerde zich met name aan de miscasting van Christian Ulmen als Michael ("met ijdele haarlok en permanente monalisaglimlach die zijn wereldvreemdheid moet symboliseren") en het "Tatort-achtige camerawerk".[1]
- Wat Houellebecq van de film vond, is niet bekend. Hij was zelf bezig met de Franse verfilming van Les Particules élémentaires door Philippe Harel (die ook Houellebecqs eerste roman De wereld als markt en strijd verfilmde), maar de film kwam om financiële redenen niet van de grond.[1]

## Prijzen en nominaties
- De film werd in 2006 genomineerd voor de Gouden Beer.
- In hetzelfde jaar won Moritz Bleibtreu de Zilveren Beer voor beste acteur voor zijn rol als Bruno.